# Die Sachverständigen
Pour plus de détails, voir Fiche technique et Distribution.
Die Sachverständigen (littéralement « les experts ») est un film allemand réalisé par Norbert Kückelmann, sorti en 1973.

## Fiche technique
- Titre : Die Sachverständigen
- Réalisation : Norbert Kückelmann
- Scénario : Norbert Kückelmann
- Photographie : Alfred Tichawsky
- Société de production : Guba-Film et R.F. Report
- Pays :  Allemagne de l'Ouest
- Genre : Comédie
- Durée : 98 minutes
- Dates de sortie : 
  - Allemagne de l'Ouest : 7 septembre 1973

## Distribution
- Mathias Eysen : Matthias Mainzer
- Gisela Fischer
- Roland Wiegenstein
- Miriam Mahler
- Hans Brenner
- Alfred Edel
- Wolfgang Ebert
- Anna Czaschke
- Gerhard Michael
- Martin Ripkens
- Michael Strixner
- Günther Gift
- Ernst Battenberg
- Walter Sedlmayr
- Wolfgang Widick
- Hartmut Wesel
- Erik Dorner
- Eckhard Langmann

## Distinctions
Le film a remporté un Ours d'argent et une mention spéciale dans le cadre du prix OCIC au festival de Berlin 1973.
Il a été nommé pour 2 Deutscher Filmpreis et a remporté celui du Meilleur film.